# Мухаммад ібн Сауд
Мухаммад I ібн Сауд ібн Мухаммад Ібн Мукрин Ель-Маріду (араб. محمد الأول بن سعود بن محمد آل مقرن آل مريدي آل مريدي ; помер 1765 року), також відомий як Ібн Сауд — емір Ед-Дірія, який вважається засновником Першої Саудівської держави (Дірійського емірату) та династії Саудів, що названа за його батьком Саудом ібн Мухаммедом ібн Мукрином (помер 1725 року). Родина Ібн Сауда (тоді відома як Ель-Мукрин) веде своє походження від племені Бану Ауді й племен Ханіфа, але, незважаючи на поширені помилки, Мухаммед ібн Сауд не був ні кочовим бедуїном, ні племінним лідером. Швидше за все він був головою (еміром) сільського поселення поблизу сучасного Ер-Ріяда, зване Дірія. Крім того, він був грамотним та амбітним воїном у пустелі.

## Союз з Мухаммедом бін Абдул-Вахабом
Початковою базою влади було місто Ед-Дірія, де він зустрівся з Мухаммедом ібн Абдул-Ваххабом, який звернувся до Ібн Сауда за захистом. Мухаммед ібн Сауд дозволив йому вступити в Дірію. Вони утворили союз у 1744 році, що було офіційно скріплено весіллям дочки Мухаммеда бен Абдул-Вахаба з Абдулазізом, сином і наступником Ібн Сауда. Після цього нащадки Мухаммеда бін Сауда та нащадки бін Абдул-Вахаб, Ель аш-Шейх, залишилися тісно пов'язаними.
Ібн Абдул-Ваххаб надав Ібн Сауду військову підтримку й допоміг створити Саудівський дім серед інших сил на Аравійському півострові.

## Перша Саудівська держава
Перебуваючи під владою Османської імперії, Ібн Сауд вважається засновником того, що згодом стало називатися Першою Саудівською державою. Його уряд служить зразком для правителів Саудівського дому й дотепер. Уряд базувався на ісламських принципах і використовував шуру. Ібн Сауд правив до своєї смерті в 1765 році, й згодом його син Абдул-Азіз бін Мухаммад став 2-им правителем Першої Саудівської держави.

## Спадщина
Як провісник Королівства Саудівська Аравія, його ім'я носить Ісламський університет імама Мухаммада ібн Сауда.